# Des enfants gâtés
Des enfants gâtés je francouzský hraný film z roku 1977, který režíroval Bertrand Tavernier. Snímek měl světovou premiéru dne 9. září 1977.

## Děj
Režisér Bernard Rougerie se rozhodne izolovat od své rodiny v malém bytě, aby mohl v klidu napsal scénář pro svůj další film. Rychle se seznámí se svými novými sousedy, kteří se sjednotili v boji proti nekalým metodám majitele domu. Zprvu je neochotný, ale poté souhlasí, že se připojí k jejich boji. Tím začne jeho vztah s mladou sousedkou Anne.

## Obsazení
| Michel Piccoli            | Bernard Rougerie                                   |
| Christine Pascal          | Anne Torrini                                       |
| Michel Aumont             | Pierre, Bernardův spolupracovník                   |
| Gérard Jugnot             | Marcel Bonfils, nájemník                           |
| Arlette Bonnard           | Catherine Rougerie                                 |
| Geneviève Mnich           | Guite Bonfils, nájemnice                           |
| Gérard Zimmermann         | Patrice Joffroy, nájemník                          |
| Liza Braconnier           | Danièle Joffroy, nájemnice                         |
| Michel Berto              | Muzard, nájemník                                   |
| Georges Riquier           | Mouchot, majitel                                   |
| Florence Haguenauer       | Anne-Marie Clairon                                 |
| Claudine Mavros           | matka Anny                                         |
| Thierry Lhermitte         | Stéphane Lecouvette, nájemník, profesor matematiky |
| Michel Blanc              | mladý úředník                                      |
| Brigitte Catillon         | Valérie                                            |
| Michel Puterflam          | Baraduc                                            |
| Jacques Chieze            | řezník                                             |
| Daniel Fabre              | Fabre                                              |
| Andrée Tainsy             | starý nájemník                                     |
| Michel Such               | nájemník                                           |
| Christian Clavier         | novinář                                            |
| Martin Lamotte            | přítel Anny a vypravěč                             |
| Nils Tavernier            | dítě                                               |
| Tiffany Tavernier         | dítě                                               |
| Julie Bertuccelli         | dítě                                               |
| Daniel Toscan du Plantier | poslanec                                           |
| Isabelle Huppertová       | sekretářka poslance                                |
| André Marcon              | malíř                                              |
| Alain Sarde               | zaměstnanec majitele                               |